# Priscilla Pointer
Priscilla Marie Pointer, född 18 maj 1924 i New York, död 28 april 2025 i Ridgefield i Connecticut, var en amerikansk skådespelerska. 
Pointer började sin karriär på Broadway. Hon flyttade senare till Hollywood där hon bland annat syntes i filmer som Carrie, Honeysuckle Rose, Twilight Zone: The Movie, Terror på Elm Street 3, och Blue Velvet. Under 1980-talet hade hon också en återkommande roll i såpoperan Dallas där hon spelade mor till några av huvudrollsinnehavarna.
Pointer gifte sig med regissören Jules Irving 1947 och de fick tre barn, däribland skådespelerskan Amy Irving och regissören David Irving. Äktenskapet varade till makens död 1979. 1981 gifte hon om sig med Robert Symonds, ett äktenskap som varade till Symonds död 2007. Pointer spelade mot sin dotter Amy Irving i flera filmer, och medverkade även i flera filmer regisserade av sonen David.